# Лучане (племя)
Лучане — западнославянское племя, которое жило у реки Огрже в Чешском бассейне. Вероятно, название происходит от слова луг. Они являлись частью группы чешских племён наравне с пшованами, зличанами, литомеричами, дулебами, седличанами, дечанами, лемузами. Они проиграли племени чехов в борьбе за господство среди племён Чехии и были поглощены чехами. Известным правителем лучан был Властислав.